# Almere City FC
Almere City FC är en nederländsk fotbollsklubb från Almere. Klubben grundades 2001 och är ett resultat av en ambition från kommunfullmäktige i Almere att spela en aktiv roll i sport på hög nivå. För detta ändamålet bildades en idrottsförening (Omniworld), som nu består av en gren vardera för volleyboll, basket och fotboll. Innan säsongen 2010-11 hette klubben FC Omniworld.

## Historia
Klubben spelade sin första match i en bortamatch mot FC Eindhoven (förlust med 2-0). FC Omniworld registrerade sitt första officiella mål några dagar senare, i en 2-3-hemmaförlust mot FC Den Bosch när Juan Viedma Schenkhuizen reducerade till 1-2 i den 37:e minuten. FC Omniworld första ligapoäng registrerades en vecka senare, den 29 augusti 2005 mot Go Ahead Eagles (2-2). Klubbens första seger kom den 16 september då Fortuna Sittard besegrades med 3-2.